# Югань (Вранча)
Югань, Югані (рум. Iugani) — село у повіті Вранча в Румунії. Входить до складу комуни Богешть.
Село розташоване на відстані 217 км на північний схід від Бухареста, 53 км на північ від Фокшан, 112 км на південь від Ясс, 92 км на північний захід від Галаца.

## Населення
За даними перепису населення 2002 року у селі проживали 249 осіб, усі — румуни. Усі жителі села рідною мовою назвали румунську.